# 829

## Починали
- Никифор Констатинополски, патриарх на Константинопол
- Никифор, патриарх на Константинопол